# Боян-Марица
Боя́н (рум. Boian) — археологическая культура эпохи неолита (6-е — середина 5-го тысячелетия до н. э.) на территории Румынии и Болгарии (где называется культурой Марица). Выделена и названа по раскопанному в 1924 году островному поселению на месте бывшего озера Боян у села Вэрэшти в жудеце Кэлэраши в Мунтении в юго-восточной Румынии, на левом берегу Дуная, юго-восточнее Бухареста. Близка к культуре Марица (Караново V).
Происхождение культуры Боян связывают с культурами раннего неолита: Дудешть, Хаманджия, культурой линейно-ленточной керамики. Культура Боян сложилась в левобережье Нижнего Дуная и на ранней фазе (ок. 30 поселений) занимала главным образом центральные районы Мунтении. Позже её ареал резко расширяется по долинам рек (ок. 110 поселений), охватывая территорию от Олта до устья Сирета и юго-восточную Трансильванию.

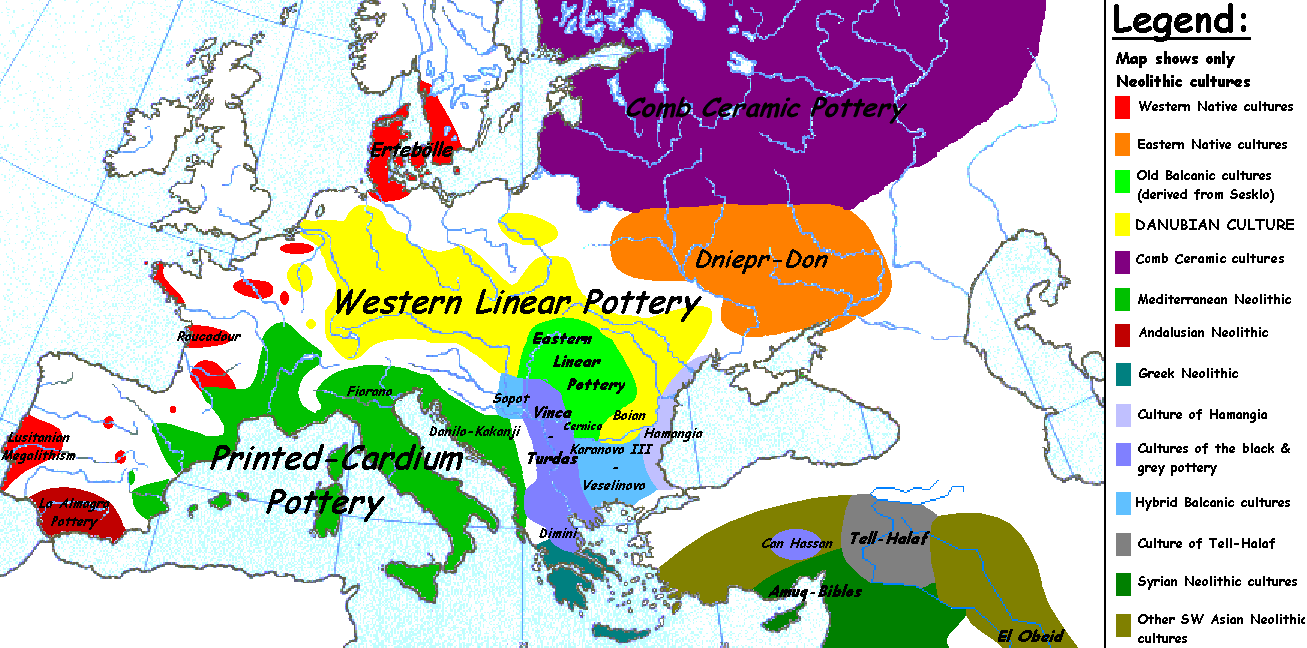
Boian — культура Боян

В развитии культуры выделяют четыре периода. Ранняя фаза культуры Боян-Болинтиняну ныне датируется 5050—4850 до н. э., возникновение носителей фазы Джулешть в Мунтении датируют 4850 до н. э., а поздние фазы Видра и Спанцов предположительно существовали вплоть до середины 5-го тысячелетия до н. э.
В целом известно около ста поселений культуры Боян, по большей части — телли (холмы, образовавшиеся в результате накопления культурных слоёв) с глинобитными жилищами, которые тянутся к северу и к югу от Дуная вплоть до Стара-Планина. Крупномасштабные раскопки почти не проводились. Поселения в основном располагались к северу от Нижнего Дуная и к югу от Бухареста, на возвышенностях, мысах, высоких речных и озерных берегах. Культура Баян прошла долгий путь развития, в течение которого менялись территория обитания, жилища, керамика и орудия труда. Поселения по берегам рек с жилищами-полуземлянками сменялись поселениями на высоких местах с наземными жилищами. Многие стратифицированные телли были заселены на протяжении более 500 лет. Раскопки телля (măgura) Тангыру (Tangâru) в 1,5 километрах к северу от села Стоенешти выявили 21 строительный уровень (12 — культуры Боян, а остальные — гумельницкой культуры).
В поселениях культуры Боян нет длинных домов, которые были характерны для культуры линейно-ленточной керамики. В период Боян I люди жили в полуземлянках, в период Боян II жилища стали наземными. Как показали раскопки в придунайском поселении Радовану, в период Боян III—IV дома строили из дерева, пол делали глинобитным, площадью примерно 7 на 3,5 метров. Найдены единичные захоронения на поселениях и крупные могильники. Ранние захоронения в скрюченном на боку положении, поздние — в вытянутом на спине положении. Хозяйство было основано на земледелии, животноводстве, охоте и рыболовстве. Для культуры Боян характерна чёрная и серая лощёная керамика с углублённым каннелированным, врезным и рельефным геометрическим орнаментом, часто инкрустированным белой пастой. Спирали и прямоугольники как правило выцарапывали, а ряды из треугольников и шахматный узор вырезали. После обжига узорные поверхности окрашивали в белый или в красный цвет. Широкое распространение имели сосуды на ножке, а также биконические чаши и горшки прямоугольной формы. Высококачественную керамику изготавливали из хорошо очищенной глины, она была тонкостенной, нередко пепельно-серого или чёрного цвета. На поздних этапах появляется белая и графитная роспись, характерны статуэтки из кости и глины. Найдены изделия из камни и кости. Из орудий особый интерес представляют каменные колодкообразные топоры. На поздних этапах культуры Боян появляются единичные предметы из меди. Известны женские антропоморфные статуэтки.
Культура Боян стала основой для формирования гумельницкой культуры и культуры Триполье-Кукутень энеолита.
Во время фазы Боян V сливается с культурой Вэдастра.